# 사고야자
사고야자(Metroxylon sagu)는 인도네시아, 파푸아뉴기니, 말레이시아, 필리핀 등 동남아시아에 서식하는 메트록실론속의 종이다. 태국, 자와섬, 칼리만탄, 수마트라섬, 솔로몬 제도에도 침입한걸로 알려져있다.